# Chrastoblatta
Chrastoblatta är ett släkte av kackerlackor. Chrastoblatta ingår i familjen småkackerlackor.
Kladogram enligt Catalogue of Life:
| Chrastoblatta | \| \| Chrastoblatta dimidiata \| \| \| \| \| \| Chrastoblatta tricolor \| \| \| \| |
|               | \| \| Chrastoblatta dimidiata \| \| \| \| \| \| Chrastoblatta tricolor \| \| \| \| |
|               | Chrastoblatta dimidiata                                                            |
|               |                                                                                    |
|               | Chrastoblatta tricolor                                                             |
|               |                                                                                    |